# Trentepohlia pallilutea
Trentepohlia pallilutea är en tvåvingeart som beskrevs av Alexander 1975. Trentepohlia pallilutea ingår i släktet Trentepohlia och familjen småharkrankar.
Artens utbredningsområde är Nigeria. Inga underarter finns listade i Catalogue of Life.